# Fischbach, Steiermark
Fischbach är en ort och kommun i distriktet Weiz i förbundslandet Steiermark i Österrike.
Kommunen består av tre orter (Ortschaften) (inom parentes invånarantal 1 januari 2024):
- Falkenstein (502)
- Fischbach (859)
- Völlegg (140)